# Academy of Saint Martin in the Fields
A Academy of St. Martin in the Fields (cujo nome originalmente era Academy of St, Martin-in-the-Fields, e posteriormente eliminou os hífens do nome da igreja St.-Martin-in-the-Fields) é uma orquestra de câmara inglesa, sediada em Londres. Fundada em 1959, seu nome é uma referência à Igreja de St-Martin-in-the-Fields, na Trafalgar Square, em Londres, onde o primeiro concerto foi realizado.

## História
O grupo foi fundado em Londres por Sir Neville Marriner, e atraiu alguns dos  melhores músicos da cidade. O nome original Academy of St.-Martin-in-the-Fields vem da igreja junto à Trafalgar Square, na qual foi executado o seu primeiro concerto, em 13 de novembro de 1959. Os desempenhos iniciais na Igreja de St.-Martin-in-the-Fields tiveram um papel fundamental na revivificação de desempenhos musicais barrocos na Inglaterra.
A orquestra registrou seu primeiro álbum pelo selo L'Oiseau-Lyre, rótulo da Conway Hall no dia 25 de março de 1961. Outros rótulos para os quais a orquestra registrou foram Argo, Capriccio Records, Chandos Records, Decca Records, EMI, Hänssler Classic e Philips Records. A orquestra tem um vasta  discografia  e é a orquestra de câmara com mais mais gravações no mundo sendo mais de 500 sessões. Muitas gravações foram dirigidas por  Iona Brown e Kenneth Sillito quando Marriner estava ausente.
Em desempenhos ao vivo e muitas gravações, o grupo tocou nas trilhas sonoras de filme, de Amadeus (1984), O Paciente Inglês e Titanic (1997). A gravação de sucesso do grupo é a trilha sonora do filme Amadeus.
A orquestra incorporou em 1971 de fevereiro a sigla "A.S.M.(Orchestra) Limited " ainda com Neville Marriner como presidente até 1992. Ele foi sucedido por Malcolm Latchem em 1994, e a seguir por John Heley. Neville Marriner tem o título de regente vitalício.
O coro associado da Academy St. Martin in the Fields foi formado em 1975, e fez sua estreia em outubro daquele ano. Laszlo Heltay era desde o princípio o mestre de coro, até à nomeação de seu aluno Johan Duijck.